# ناوچه سبک کلاس بایندر
| ناوچه سبک کلاس بایندر ایران · | ناوچه سبک کلاس بایندر ایران ·                            |  |
| ----------------------------- | -------------------------------------------------------- |  |
|                               |                                                          |  |
| اطلاعات کلی                   |                                                          |  |
| نوع کشتی                      | ناوچه سبک                                                |  |
| کلاس                          | کلاس بایندر (پی‌اف-۱۰۳)                                   |  |
| کشور سازنده                   | ایالات متحده آمریکا                                      |  |
| ساخت کارخانه                  | لیوینگستن در شهر آرنج ایالت تگزاس                        |  |
| ورود به ناوگان                | ۱۹۶۴ تا ۱۹۶۹                                             |  |
| مشخصات                        |                                                          |  |
| طول کشتی                      | ۸۴ متر                                                   |  |
| پهنای بدنه                    | ۱۰.۱ متر                                                 |  |
| بارگیری استاندارد             | ۹۰۰ تن                                                   |  |
| حداکثر ظرفیت بارگیری          | ۱۱۳۵ تن                                                  |  |
| نوع موتور                     | ۲ موتور دیزلی فیربنکس-مورس ۳۸تی‌دی۸ با قدرت ۵۲۵۰ اسب بخار |  |
| تعداد خدمه                    | ۱۳۳ تا ۱۴۰ نفر                                           |  |
| سرعت                          | ۲۰ گره دریایی (۳۷ کیلومتر)                               |  |
| برد عملیاتی                   | ۴۵۰۰ کیلومتر با سرعت ۱۸ گره ۵۵۰۰ کیلومتر با سرعت ۱۵ گره  |  |
| جنگ‌افزارها                    |                                                          |  |
| توپخانه                       | ۱ × توپ ۷۶ میلیمتری فجر-۲۷                               |  |
| سیستم موشکی                   | ۴ موشک ضدکشتی سی-۸۰۲ (نور) (به تازگی بر روی نقدی)        |  |
| رادار                         | رادار جستجوی هوایی وستنیگهاوس                            |  |
| توپخانه ضدهوایی               | ۲ تا ۴ توپ ۲۰ م‌م اورلیکن ۱ x توپ دولول ۴۰ م‌م بوفورس      |  |
| سرنوشت                        |                                                          |  |
| تاریخ و محل غرق شدن           | ۲ فروند: کهنمویی و میلانیان در جنگ با عراق               |  |

کلاس بایندر کلاسی از کشتی‌های جنگی شامل چهار ناوچه سبک است که در اصل با نام ناوچه سبک پی‌اف-۱۰۳ برای نیروی دریایی آمریکا ساخته شدند، اما بلافاصله پس از ساخت به نیروی دریایی ایران واگذار شدند.
اولین فروند از این شناورهای جنگی در سال ۱۹۶۳ در کارخانه کشتی‌سازی لیوینگستن در شهر آرنج در ایالت تگزاس ساخته شده و در ماه مِه ۱۹۶۴ وارد سازمان نیروی دریایی ایران شد و سه فروند بعدی هم تا فوریه ۱۹۶۹ تحویل ایران شدند. اولین ناوچه «بایندر» و سه ناوچه بعدی با نام‌های «نقدی»، «میلانیان» و «کهنمویی» نامیده شدند. دو ناوچه مشابه نیز به سفارش نیروی دریایی ارتش تایلند ساخته شده و در سال‌های ۱۹۷۱ و ۱۹۷۴ با نام ناوچه‌های سبک کلاس تاپی به تایلند تحویل داده شدند.
نام «بایندر» که برای این کشتی‌های جنگی انتخاب شده برگرفته از نام غلامعلی بایندر از فرماندهان نیروی دریایی ایران است که در جریان حمله متفقین به ایران در جنگ جهانی دوم جان خود را از دست داد.
در جریان جنگ ایران و عراق این کشتی‌ها بیشتر در نقش پوشش هوایی در خط دوم مورد استفاده قرار گرفتند و دو کشتی کهنمویی و میلانیان در جریان این نبرد غرق شدند. میلانیان در سال ۱۹۸۰ در کنار اسکله توسط بمباران هوایی و کهنمویی به دلیل اصابت یک یا چند موشک ضد کشتی اگزوسه هلیکوپتر سوپر فرلون از بین رفتند. کشتی‌های بایندر و نقدی با این که به هیچ سامانه الکترونیکی ضدکشتی و ضدهوایی مجهز نبودند اما تا دهه ۱۹۹۰ فعال‌ترین کشتی‌ها در ناوگان جنگی ایران محسوب می‌شدند.

## مشخصات و تجهیزات
ناوچه‌های سبک بایندر که در نقش کشتی توپ‌دار گشت ساحلی از آن‌ها استفاده می‌شود ۹۰۰ تن وزن دارند که در حالت بارگیری کامل به ۱۱۳۵ تن جابجایی می‌رسند. این شناورها حدود ۸۴ متر طول، ۱۰٫۱ عرض و ۳ متر آبخور دارند.
شناورهای کلاس بایندر از دو موتور دیزلی به قدرت ۵۲۵۰ اسب بخار که به دو شَفت متصل هستند نیرو گرفته و به بیشترین سرعت ۳۷ کیلومتر بر ساعت، برد ۳۸۴۰ کیلومتر با سرعت ۳۳٫۳ کیلومتر بر ساعت و ۷۶۸۰ کیلومتر با سرعت ۲۲٫۲ کیلومتر بر ساعت می‌رسند. تعداد ۱۳۳ تا ۱۴۰ نفر خدمه هر یک از این کشتی‌ها را تشکیل می‌دهند.
یک دستگاه رادار جستجوی هوایی sps-6c ساخت «وستینگهاوس» در باند دی با برد حدود ۱۴۶ کیلومتر (برای شناسایی یک جنگنده معمولی) بر روی این شناورها نصب شده و برای جستجوی سطحی نیز سامانه‌ای با برد ۴۶ کیلومتر در این شناورها نصب شده بود.
هم‌اکنون دو کشتی بایندر و نقدی همچنان در خدمت نیروی دریایی ارتش ایران قرار دارند که ناوچه نقدی مورد بهسازی گسترده قرار گرفته و تسلیحات کنونی آن شامل چهار موشک ضدکشتی چینی سی-۸۰۲ یا مدل تولید ایران آن نور، یک توپ ۷۶ میلی‌متری فجر-۲۷ (مدل تولید ایران توپ ایتالیایی اوتو ملارا) با کاربرد دوگانه سطحی و دریایی، یک توپ دولول ۴۰ م‌م ضدهوایی (مدل تولید ایران ضدهوایی سوئدی بوفورس)، دو تا چهار توپ تک‌لول ۲۰ م‌م اورلیکن و دو تا چهار تیربار ۱۲٫۷ م‌م می‌شود. در دوران جنگ با عراق توپ‌های ضدهوایی زو-۲۳-۲ هم روی این ناوچه‌ها نصب شده بود که پس از جنگ دوباره با توپ‌های اورلیکن ۲۰ م‌م جایگزین شد. همچنین چهار خمپاره ضد زیردریایی و دو خرج عمقی هم در هنگام تحویل این کشتی‌ها به نیروی دریایی ایران بر روی آن‌ها وجود داشت که بعدها برداشته شد.